# 2,6-吡啶二硫代甲酸
2,6-吡啶二硫代甲酸（PDTC）是一种由某些细菌产生的有机硫化合物。它的作用相当于铁载体，是对铁有高亲和力的小螯合剂。铁载体用作微生物的离子清除剂。铁载体形成强复合物，从而溶解化合物。PDTC由土壤细菌施氏假单胞菌和恋臭假单胞菌分泌。

## 合成
在无水吡啶中用H2S处理吡啶-2,6-二甲酸（或其二酰氯），可以合成PDTC：
NC5H3(COOH)2 +  2 H2S  →   NC5H3(COSH)2  +  2 H2O
这个过程会生成2,6-吡啶二硫代甲酸的橙色1:1吡啶鎓陽離子盐。用酸处理这种盐得到PDTC，然后可以用二氯甲烷萃取它。

## 配位化学
PDTC可以与Fe2+和Fe3+结合。三价铁络合物呈棕色，而亚铁络合物呈蓝色。在y空气下，亚铁络合物会氧化成三价铁化合物。它对铁具有选择性，因为只有Fe络合物可溶于水。PDTC主要在细菌生长的指数期中产生。假单胞菌产生PDTC的条件是25°C、pH=8以及充分通气。